# カール・ウルリッヒ・シュナーベル
カール・ウルリッヒ・シュナーベル（Karl Ulrich Schnabel, 1909年8月6日 - 2001年8月27日）は、オーストリア生まれのユダヤ系のピアノ奏者。

## 経歴
ポーランド系ユダヤ人のアルトゥル・シュナーベルの長男。
ドイツの音楽大学の教授を歴任した後、ナチスの台頭で米国に居を移し、米国マンハッタン音楽院のピアノ科教授を長く務めた。ルドルフ・ゼルキンの信頼を得て、その息子ピーター・ゼルキンを幼少の頃より指導したことでも有名である。他にもリチャード・グードやマレイ・ペライアなどが教えを受けている。世界60カ国以上のマスタークラスにて後進の指導にあたり、多くのピアニストに影響を与えた。
アメリカへ渡った後も以夏から秋にかけて父アルトゥル・シュナーベルが購入した北イタリア、コモ湖畔の町ベナージオの別邸で過ごし、ヨーロッパでの演奏活動を続けた。コモ湖を望む山の中腹に立つ平屋の別邸は、スイスアルプスを一望可能であった。その別邸では、ベヒシュタイン製のマホガニーの木目が美しいピアノを愛用していた。ピアノが置いてあった部屋は、父の招きで作曲家ブラームスも訪れたといわれるほど由緒あるスペースである。別邸では、地元メナージオから路線バスで通っていた年配の家政婦が、シュナーベルの食事など身の回りの世話を行っていた。

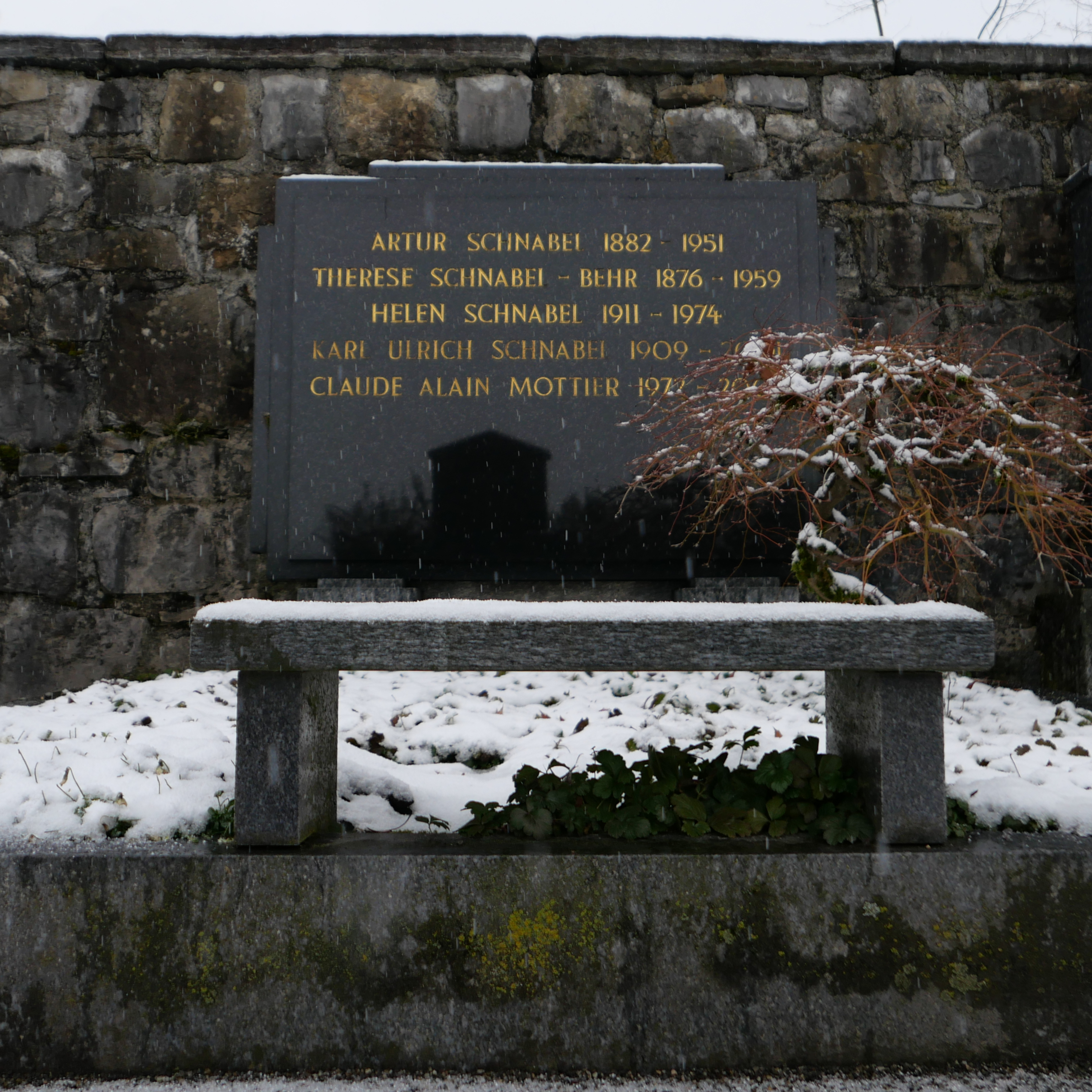
2024年1月に家族の墓。

2001年に米国コロラド州にて没した。シュナーベルはスイスのシュヴィーツにある家族の敷地に、両親と妻の隣に埋葬された。 彼の娘アン・シュナーベル・モティエは現在、夫のフランソワ・モティエとともにシュナーベル音楽財団を管理している。 同じくピアニストだった息子のクロード・アラン・モティエ（1972-2002）も交通事故で無実の犠牲者として亡くなり、家族の墓に埋葬された。 2006年、シュヴィーツ市はこの墓地を保護記念物として宣言し、一定期間後の遺骨の撤去を規定する規制の対象から除外した。

## 家族
- 父：アルトゥル・シュナーベル

声楽家だった妻との間にできた娘はフルートの教師をしている。